# EUFODOS
EUFODOS – Improved Information on Forest Structure and Damages ist ein gemeinsames Forschungs- und Entwicklungsprojekt von 8 Forschungsinstituten, Unternehmen und Universitäten sowie 7 Nutzern aus 6 europäischen Staaten.
Im Rahmen der dreijährigen Projektlaufzeit von EUFODOS (2011–2013) sollen Down Stream Services für eine effektive Waldschadensfeststellung und für eine operationelle Ableitung von Waldparametern entwickelt werden.
Das Projekt wird im 7. Forschungsrahmenprogramm der Europäischen Union über die Programmlinie SPA.2010.1.1-01 – Stimulating the Development of Downstream GMES Services gefördert.

## Problemaufriss und Projektziele
Die europäischen Wälder spielen eine wichtige Rolle sowohl für die Wirtschaft als auch zur Erhaltung hoher Umweltstandards. Diese Bedeutung wird sowohl von den ökologischen als auch ökonomischen Leistungen des Waldes gesichert, der in letzter Zeit allerdings zahlreichen Belastungen ausgesetzt war. Von negativem Einfluss auf den Wald sind unter anderem Insektenbefall, Waldbrände, schwere Schneefälle oder Windwürfe. Die lokalen oder regionalen Behörden müssen auf diese Ereignisse schnell reagieren. Sie benötigen daher rasche und genaue Informationen, um das Ausmaß des Schadens festzustellen. Mit diesen Informationen sind sie in der Lage, die geeigneten Gegenmaßnahmen zu treffen und im Rahmen ihrer Planungstätigkeit ein effizientes und nachhaltiges Waldmanagement zu gewährleisten. Zu diesem Zweck werden im EUFODOS-Projekt fernerkundungsbasierte Technologien nach dem aktuellen Stand der Wissenschaft eingesetzt. Die verwendeten Satelliten- als auch Laserscandaten ermöglichen eine kostengünstige, zeitgerechte und umfassende Datenerfassung zur Erkennung möglicher Schäden oder zur Ableitung von Waldstrukturen.
Das Europäische Erdbeobachtungsprogramm Copernicus (früher GMES genannt) stellt Forschungsmittel sowie Daten für die Entwicklung von Dienstleistungen in unterschiedlichen umweltrelevanten Aufgabengebieten zur Verfügung, unter anderem in den Bereichen Klimawandel und Sicherheit, wobei die Datenverfügbarkeit voll und ganz auf die Nutzeranforderungen zugeschnitten ist.
Ziele sind die Entwicklung von Services für eine effektive Waldschadensfeststellung und eine operationelle Ableitung von Waldparametern basierend auf Copernicus/GMES-Land/Wald-Core-Produkten.

## Konsortium, Nutzer und Nutzergemeinschaft
Das EUFODOS-Konsortium besteht aus kommerziellen Dienstleistern und Forschungsorganisationen aus Österreich, Bulgarien, Finnland, Deutschland und Italien:
- Joanneum Research (JR),[10] Österreich, Projekt Koordinator
- GAF AG,[11] Deutschland
- Technical Research Centre of Finland (VTT),[12] Finnland
- Abteilung Fernerkundung und Landschaftsinformationssysteme (FeLis),[13] der Forstwissenschaftlichen Fakultät der Albert-Ludwigs-Universität Freiburg, Deutschland
- RapidEye (RE),[14] Deutschland
- Europäische Akademie Bozen (EURAC),[15] Italien
- Remote Sensing Application Centre (ReSAC),[16] Bulgarien
- Umweltbundesamt GmbH,[17] Österreich

Folgende Forstbehörden und Industriepartner sind als Nutzer einbezogen:
- Landesforstdirektion Steiermark,[18] Österreich
- Thüringen Forst,[19] Deutschland
- Regional Directorate of State Forests Wrocław,[20] Polen
- Amt für Forstplanung der Autonomen Provinz Bozen Südtirol,[21] Italien
- Executive Forest Agency,[22] Bulgarien
- Umweltbundesamt GmbH,[23] Österreich
- Stora Enso,[24] Finnland

Damit die Entwicklungen den Anforderungen der Nutzer entsprechen, werden im Projekt EUFODOS die Nutzer in einem Nutzerforum (User Executive Body, UEB) eingebunden. Durch die Vernetzung von Service-Entwicklern und Nutzern wird die operationelle Realisierung gewährleistet. So wurden die Anforderungen an die Produkte zu Projektbeginn von den Nutzern festgelegt und im Laufe des Projektes gemeinsam mit den Service-Entwicklern durch intensive Zusammenarbeit umgesetzt. Dieser ständige Diskussions- und Rückmeldungsprozess garantiert eine erfolgreiche Umsetzung der Services in den verschiedenen europaweiten Testgebieten.

## Testgebiete
Die EUFODOS-Testgebiete befinden sich in 7 europäischen Ländern in der gemäßigten sowie in der borealen Zone.

## Anwendungen und Produkte
In EUFODOS werden sogenannte Forest Downstream Services entwickelt, die einerseits die Erfassung von Waldschäden, und andererseits die Erfassung von Waldparametern für die ökonomische Bewertung sowie die Schutzfähigkeit der Wälder zum Ziel haben. Diese Dienste werden von europäischen Forstbehörden dringend benötigt und daher im Konsortium zur operationellen Anwendung entwickelt. Die produzierten regionalen Ergebnisse können zusätzlich auch zur nationalen oder internationalen Berichterstattung verwendet werden. Diese umfassen zum Beispiel Ministerkonferenz zum Schutz der Wälder in Europa oder UNECE/FAO-Forest Ressource Assessment.
Die Verwendung von neuartigen Satelliten- oder flugzeuggetragenen Sensoren ermöglicht die Aufnahme von Daten nicht nur kostengünstiger, sondern auch in viel kürzeren Zeitintervallen. So können zum Beispiel Windwurfflächen, als georeferenzierte Karten aus Satellitenbildern abgeleitet, sehr viel schneller und kostengünstiger geliefert werden, als es bisher unter Einsatz von Hubschrauberflügen oder durch intensive Geländebegehungen erfolgte. Die Forest Downstream Services liefern den Nutzern somit aktuelle und zuverlässige Informationen über das Schadenausmaß im regionalen Maßstab.
Die erzeugten EUFODOS-Produkte und Services können vom Nutzer für eine ganze Reihe von Anwendungen eingesetzt werden, unter anderem sind das:
- Schadensfeststellung und Einleitung von Folgemaßnahmen: Lokalisierung und Identifizierung der Schadensgebiete, um geeignete Maßnahmen einleiten zu können, aber auch zur Unterstützung in der Berechnung von Kompensationszahlungen sowie in der Planung von Wiederaufforstungen[30][31][32]
- Für die nachhaltige Bewirtschaftung von Schutzwäldern: Zur Unterstützung der Schutzwaldplanung, damit deren Funktion zum Schutz von Siedlungen oder Infrastruktur vor Naturgefahren gewährleistet bleibt.[33][34]
- Die nachhaltige Bewirtschaftung von Wirtschaftswäldern: Zur Planung des Holzeinschlags oder zur logistischen Organisation von Investitionsmaßnahmen im Wirtschaftswald.[35]
- Für die Berichterstattung: Zur Aktualisierung von Waldkarten oder Inventuren, Erstellung von regelmäßigen Berichten und statistischen Daten (z. B. die Dokumentation von Waldflächenänderungen) oder zum Aufbau von Waldschadeninformationssystemen.

## Integration von 'Core Service' Information
Ein wichtiger Baustein für die erfolgreiche Entwicklung der Services ist die Integration von bestehenden Informationen, wie zum Beispiel der Core Services. Diese Datenebenen aus den Projekten Geoland2 oder den GMES Initial Operations (GIO) ermöglichen eine Optimierung der Prozessabläufe. So konnte bereits im Anfangsstadium des Projektes gezeigt werden, dass durch die Verwendung dieser Information eine Verbesserung der EUFODOS-Dienstleistungen im Hinblick auf Qualität und Kostenersparnis herbeigeführt werden kann.

## Verbreitung der Ergebnisse
Über die Projektergebnisse informieren regelmäßige Newsletter, die an verschiedenste Institutionen, Organisationen und potentielle Nutzer verteilt werden. Diese und andere Informationen können über die Webseite des Projektes abgerufen werden.